# آندریا سوسی
آندریا سوسی (انگلیسی: Andrea Sussi؛ زادهٔ ۲۳ اکتبر ۱۹۷۳) بازیکن فوتبال اهل ایتالیا است.
از باشگاه‌هایی که در آن بازی کرده‌است می‌توان به باشگاه فوتبال رجینا، باشگاه فوتبال ترنانا، باشگاه فوتبال پروجا، باشگاه فوتبال اسپال، باشگاه فوتبال آسکولی، باشگاه فوتبال سالرنیتانا، باشگاه فوتبال آنکونا، البیا کالچو ۱۹۰۵، باشگاه فوتبال بولونیا، باشگاه فوتبال برشا، باشگاه فوتبال چزنا، باشگاه فوتبال جنوآ، باشگاه فوتبال آولینو، و باشگاه فوتبال اتلتیکو آرتزو اشاره کرد.